# Cyclopes dorsalis
Cyclopes dorsalis is een zoogdier uit de familie van de dwergmiereneters (Cyclopedidae). De dieren komen voor in Midden-Amerika en Zuid-Amerika ten westen van de Andes. De wetenschappelijke naam van de soort werd in 1865 geïntroduceerd door John Edward Gray, maar de soort werd tot 2017 als ondersoort van de gewone dwergmiereneter (C. didactylus) gerekend. Uit genetisch en morfologisch onderzoek bleek het een aparte soort te zijn.

## Kenmerken
Cyclopes dorsalis heeft een totale lichaamslengte van 35,5 tot 44,0 cm, waarvan de staart 17 tot 22,5 cm bedroeg. De staart is over het algemeen langer dan de rest van het lichaam, staat naar achteren gericht en kan worden gebruikt als een grijpstaart. Een rugstreep komt niet regelmatig voor, maar als deze aanwezig is, is deze duidelijk zichtbaar. Aan de andere kant is een buikstreep vrij zeldzaam en meer uitgewassen als hij wel aanwezig is. De oren zijn 7 tot 11 millimeter lang.

## Voorkomen
Het is de enige soort van de dwergmiereneters die voorkomt in Midden-Amerika. Het komt voor van het zuiden van Mexico tot in het westen van Colombia en Ecuador. De dieren bewonen zowel de laaglanden als de hogere berggebieden, zoals de valleien van de Andes. In Colombia is Cyclopes dorsalis gespot op hoogtes van 1300 tot 1900 m. In de oostelijke laaglanden van Midden-Amerika lijken de dieren beperkt te zijn tot dichtbeboste gebieden.

## Taxonomie
C. dorsalis werd voor het eerst wetenschappelijk beschreven in 1865 door John Edward Gray. Tot 2017 werd het gerekend als een ondersoort van de gewone dwergmiereneter (C. didactylus), waarvan hij onderscheiden kon worden op basis van de gele vachtkleur. Na intensieve moleculair genetische en morfologische studies naar de dwergmiereneters, werd C. dorsalis in 2017 tot soortstatus verheven. In dit onderzoek werden in totaal zeven soorten binnen het geslacht Cyclopes geïdentificeerd, terwijl er voorheen maar één werd erkend (C. didactylus).